# Escepticismo filosófico

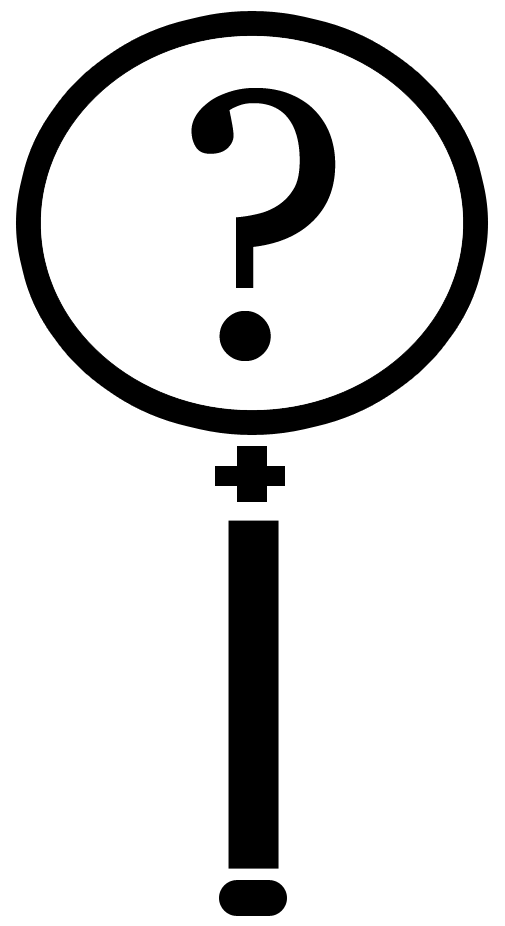
No hay símbolos que representen el escepticismo. Este es un símbolo que se puede usar para representar el escepticismo, la investigación escéptica, el pensamiento crítico, la investigación crítica y la búsqueda de la verdad. Básicamente se trata del interrogante.

El escepticismo es una teoría del conocimiento que afirma la inexistencia de la verdad, o que, si existe, el ser humano es incapaz de conocerla. En la filosofía clásica el término se usó para designar a una corriente filosófica basada en la duda, representada en la escuela por el filósofo griego Pirrón, quien decía que "no afirmaba nada, solo opinaba".
El escepticismo se diferencia del negacionismo por exigir evidencia objetiva a las afirmaciones, y en caso de haber tal evidencia aceptarla, en tanto que el negacionismo cuestiona o rechaza las evidencias.[cita requerida]

## Características
El escéptico es alguien que profesa duda en lo que generalmente está aceptado.  La palabra "escéptico" viene del griego skeptikoi (de skeptesthai que en griego significa examinar o investigar).
La etimología de esta palabra indica en su significado: "quien investiga". Los filósofos escépticos no creen en una verdad objetiva, porque todo es subjetivo, dependiendo del sujeto que estudia y no del objeto estudiado.
Una persona escéptica diría "siento frío pero no hace frío, ya que solo puedo saber que tengo frío o calor". A esta postura de no emitir juicios sino exclusivamente opiniones, se le llamó epojé (suspensión de juicio).
En filosofía, esta actitud conduce a la ataraxia (paz mental) porque, al no creer en nada, no entraban en conflictos con nadie y no se veían obligados a defender sus opiniones, ya que no existían verdades objetivas.

## Orígenes y exponentes
Como escuela o movimiento filosófico, el escepticismo surgió tanto en la antigua Grecia como en la India. En India, la escuela de filosofía de Ajñana defendió el escepticismo. Fue un importante rival temprano del budismo y el jainismo, y una gran influencia en el budismo. En Grecia, los filósofos ya desde Jenófanes expresaron opiniones escépticas, al igual que Demócrito y varios sofistas. Gorgias, por ejemplo, argumentó que nada existe, que incluso si algo hubiera no podríamos conocerlo, y que incluso si pudiéramos saberlo, no podríamos comunicarlo. El filósofo heraclíteo Crátilo alegó que la comunicación es imposible ya que los significados cambian constantemente. Sócrates también tenía tendencias escépticas, alegando que «solo sabía que no sabía nada». Sin embargo, el sistema socrático de hipótesis y deducciones nunca fue puesto en duda por los escépticos, aunque se ganaron fama de desbaratadores y perdieron popularidad al luchar contra los ritos, leyendas y supersticiones arraigadas.
Existió diversidad y oposición de sistemas, como los de Demócrito, Empédocles, Platón, etc. que crean abstracciones y dudas. Pirrón fue el creador del escepticismo. Un gran viajero que conoció muchas culturas con los ejércitos de Alejandro Magno, cosa que le permitió dudar de las verdades evidentes y tradiciones de su cultura. Se dice que Pirrón llevó al extremo la suspensión de juicio, hasta el punto de sacarse las cuerdas vocales.[cita requerida]
Timón el Silógrafo continuó la tradición escéptica poniendo en duda las ideas aristotélicas, dudando incluso de los primeros principios de la deducción aristotélica. El segundo tipo de escepticismo fue el escepticismo académico, formulado en el siglo III a. C. y llamado así porque sus dos principales defensores, Arcesilao y Carnéades, eran sucesores de la Academia de Platón. Los escépticos académicos, que dirigieron sus argumentos principalmente contra las certidumbres sostenidas por los filósofos estoicos, negaban que el conocimiento fuese posible. Carnéades propuso la noción de probabilismo: la información que podemos obtener de los sentidos o la razón solo es probable; la teoría de la verificación de Carnéades, por tanto, era asimilable a las teorías de conocimiento científico de los pragmáticos y positivistas del siglo XX.
A partir del siglo I a. C. el escepticismo volvió a cobrar importancia paulatinamente, desde Enesidemo y su escuela —quienes recopilaron una serie de tropos o modos de actuación para alcanzar la suspensión de juicio— hasta Luciano de Samosata y Sexto Empírico, que representan a los últimos escépticos clásicos. Sexto Empírico fue escéptico pirroniano y autor de Esbozos Pirrónicos. En esta obra sostiene que en la vida práctica hay que seguir:
- Las señales que aporta la naturaleza
- Las necesidades del cuerpo
- Las tradiciones y las leyes

El antiguo escepticismo se desvaneció durante el Imperio Romano tardío, particularmente después de que san Agustín atacara a los escépticos en su trabajo Contra los académicos. El interés revivió durante el Renacimiento y la Edad Moderna, particularmente después de que los escritos completos de Sexto Empírico se tradujeran al latín. Varios escritores católicos, incluidos Antonio de Guevara, Francisco Sánchez el Escéptico, Michel de Montaigne, Pierre Gassendi, Marin Mersenne y Pierre Bayle, desplegaron antiguos argumentos escépticos.
En el Renacimiento, el médico Francisco Sánchez escribió una obra fundamental, Quod nihil scitur (Que nada se sabe). El escepticismo no fue tomado como una hipótesis válida para indagar en la verdad, de forma tal que constituyó el fundamento primero de Descartes y su duda metódica, con la cual el escepticismo vuelve paulatinamente a cobrar importancia hasta el Siglo de las Luces donde impregna todo el pensamiento ilustrado. Michel de Montaigne revivió el interés pirrónico en su ensayo Apología de Raimundo Sabunde, donde argumenta que no podemos tener un conocimiento seguro de la realidad, a no ser que Dios nos lo de.
El filósofo y matemático francés René Descartes trató de refutar el escepticismo en su obra Meditaciones de la primera filosofía, después de haber formulado el caso del escepticismo más extremo posible, al afirmar el conocimiento del yo (pienso, luego existo) y tratando de demostrar que Dios existe y no nos engañaría acerca de la realidad de la naturaleza.
En el siglo XVIII, el filósofo escocés David Hume renovó el escepticismo. Hume era empirista, afirmando que todas las ideas se remontan a impresiones de los sentidos. Hume argumentó que, por razones empiristas, no hay razones sólidas para creer en Dios, el yo o alma, un mundo externo, una necesidad causal, una moralidad objetiva o un razonamiento inductivo. Hume abrazó lo que llamó un escepticismo moderado, mientras rechazaba un escepticismo pirroniano, que él consideraba poco práctico y psicológicamente imposible. Hoy en día, el escepticismo sigue siendo un tema de debate entre los filósofos.

## El escéptico
Pirrón abandona el juicio y cree que no hay nada verdadero o falso, bueno o malo, herético o sagrado. Así, se pronuncia en contra del pensamiento dogmático. Pirrón no dejó nada escrito, pero a él se le atribuyen frases como:
1. Nunca llegarás a conocer la verdad.
2. No digas "así es", sino "me parece que es".
3. La diversidad de opinión existe entre sabios igual que entre ignorantes. Cualquier opinión que yo tenga puede ser repudiada por personas igual de listas y preparadas que yo, y con argumentos tan válidos como los míos.